# 四辻善成
四辻 善成（よつつじ よしなり）は、南北朝時代から室町時代前期にかけての公家・学者・歌人。順徳天皇の曽孫。無位・四辻宮尊雅王の子。関白・二条良基の猶子。官位は従一位・左大臣。

## 経歴
摂関家の二条良基の猶子となり、康永2年（1343年）王氏爵により従四位下に直叙され、左近衛少将に任じられる。三世王ながら従四位下に直叙されたこと、王氏として近衛少将へ任官されたことの何れも異例であり、正真正銘の皇族としての待遇を受け、特別の叙位任官に預かったと想定される。文和2年（1353年）晦谷祖曇を開祖として天竜寺塔頭である松巌寺を建立した。
文和5年（1356年）従三位に叙せられ、同時に源朝臣姓（順徳源氏）を与えられて臣籍降下するが、臣籍降下後も皇族に準じて四辻宮と称された。のち、延文3年（1358年）正三位、延文4年（1359年）左近衛中将、康安元年（1361年）従二位、貞治2年（1363年）正二位と急速に昇進し、貞治6年（1367年）参議を経ず権中納言に任じられるなど、摂関家の子弟に準じる官歴を辿った。応安元年（1369年）又甥の足利義満が征夷大将軍の宣下を受けると、善成は応安3年（1370年）権大納言に昇進し、翌応安4年（1371年）権大納言を辞す。
その後も、永徳元年（1381年）従一位、嘉慶元年（1387年）准大臣に叙任され、応永元年（1394年）6月には内大臣に任じられるが、同年12月にこれを辞す。将軍・足利義満と管領・斯波義将の後援で応永2年（1395年）7月に左大臣に昇るが、在任1ヶ月ほどで官職を辞して8月29日出家。最終官位は前左大臣従一位。法名は常勝。なお、善成は出家にあたって親王宣下を望んだが、斯波義将の反対で果たせなかったという。出家後は嵯峨に居住した。
応永9年（1402年）9月3日薨去。享年77。墓所は自らが建立した松巌寺の旧地にある。

## 人物
歌人・古典学者としても知られ、若いころに河内流の源氏学者で二条派歌人の丹波忠守の薫陶を受けた。大臣や将軍をはじめ、地方国人にも古典を講じて人望があったという。
正六位上物語博士源惟良（しょうろくいのじょう ものがたりはかせ みなもとのこれなが）の筆名で、貞治年間に『源氏物語』の注釈書である『河海抄』を将軍足利義詮に献じている。同書は『源氏』古注の集大成的な性格を持つ初の本格的な注釈書で、後代に編纂された古注にも大きな影響を与えている。またこれとは別に『河海抄』で注を省略した秘説を集めた『珊瑚秘抄』も著している。
勅撰歌人として、『風雅和歌集』（1首）以降の勅撰和歌集に15首が入集している。

## 系譜
唯一確認出来る子息の松蔭常宗は僧籍の身であり、彼の応永14年（1407年）3月1日の死によって四辻宮の系統は断絶した。なお善成の姉に石清水社祀官・紀通清の妻となった智泉聖通がおり、その娘の良子が足利義詮の側室となって足利義満を生んでいる。

## 官歴
『公卿補任』による。
- 康永2年（1343年） 3月6日：従四位下（王氏爵）、左近衛少将
- 文和5年（1356年） 正月6日：従三位、左少将如元、臣籍降下（源朝臣姓）
- 延文3年（1358年） 正月：正三位
- 延文4年（1359年） 8月11日：左近衛中将
- 康安元年（1361年） 3月27日：従二位、左中将叙留、兼播磨権守
- 貞治2年（1363年） 4月20日：正二位
- 貞治6年（1367年） 6月29日：権中納言（不経参議）。8月18日：聴帯剣
- 応安3年（1370年） 11月19日：権大納言
- 応安4年（1371年） 3月11日：辞権大納言
- 永徳元年（1381年） 12月24日：従一位
- 嘉慶元年（1387年） 12月8日：准大臣
- 明徳5年（1394年） 6月5日：内大臣。12月25日：辞内大臣
- 応永2年（1395年） 7月20日：左大臣。日付不詳：辞左大臣。8月29日：出家（法名・常勝）
- 応永9年（1402年） 9月3日：薨去